# オズの魔法使

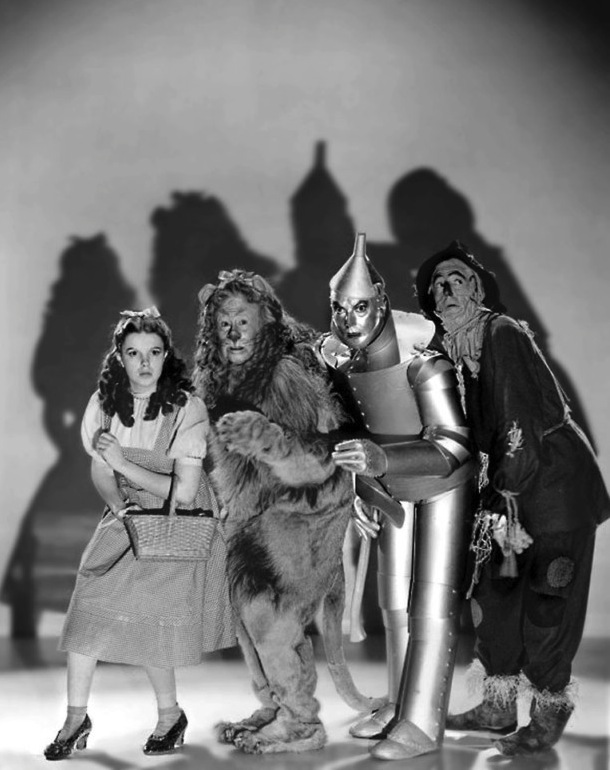
メインキャラクター達。左からドロシー、ライオン、ブリキ男、カカシ

『オズの魔法使』（オズのまほうつかい、The Wizard of Oz） は、1939年のアメリカ合衆国のファンタジー・ミュージカル映画。
監督はヴィクター・フレミング、主演はジュディ・ガーランド。
原作はライマン・フランク・ボームが1900年に発表した児童文学小説『オズの魔法使い』（The Wonderful Wizard of Oz）。ノンクレジットで、キング・ヴィダーも監督を担当している。
冒頭部とラストのカンザスのパートは当時一般的だったモノクロフィルムで、そしてオズの国のパートはテクニカラーで撮影され、その映像演出はきわめて高く評価された。

## ストーリー
エムおばさん、ヘンリーおじさん、そして下働きのハンク・ヒッコリー・ジークとともにカンザスの農場に住む少女ドロシー・ゲイルは「虹の彼方のどこかに（Somewhere Over The Rainbow）」よりよい場所があると夢見ている。彼女はトルネードに襲われて気を失った後、愛犬のトトや自分の家と魔法の国オズへ運ばれてしまう。
そこで出会った北の良い魔女は「黄色い煉瓦の道をたどってエメラルド・シティに行き、オズの魔法使いに会えば、カンザスへ戻してくれるだろう」とドロシーに助言してくれた。旅の途中で彼女は（知恵が欲しい）知恵がない案山子、（心が欲しい）心を持たないブリキ男、（勇気が欲しい）臆病なライオンと出会い、ドロシーや彼らの思いを胸に、彼らと絆を深めながら旅をする。家へ帰る方法は「家が一番良い」と願う事であった。

## スタッフ
- 監督：ヴィクター・フレミング
- 製作：マーヴィン・ルロイ
- 音楽：ハーバート・ストサート（英語版）
- 作曲（歌）：ハロルド・アーレン
- 作詞 : エドガー・イップ・ハーバーグ

## キャスト
| 役名                                        | 俳優                       | 日本語吹き替え | 日本語吹き替え                           | 日本語吹き替え                               |
| 役名                                        | 俳優                       | TBS版          | NHK版                                    | ソフト版                                     |
| ------------------------------------------- | -------------------------- | -------------- | ---------------------------------------- | -------------------------------------------- |
| ドロシー                                    | ジュディ・ガーランド       | 岡本茉利       | 荻野目慶子                               | 篠原恵美                                     |
| 案山子 ハンク                               | レイ・ボルジャー           | 細井重之       | 小松政夫                                 | はせさん治                                   |
| ブリキ男 ヒッコリー                         | ジャック・ヘイリー         | 西田昭市       | 玄田哲章                                 | 関根信昭                                     |
| ライオン ジーク                             | バート・ラー               | 小林修         | 田中明夫                                 | 八奈見乗児                                   |
| グリンダ（北の良い魔女）                    | ビリー・バーク             | 沢田敏子       | 梨羽由記子                               | 沢田敏子                                     |
| ミス・ガルチ 西の悪い魔女                   | マーガレット・ハミルトン   | 川路夏子       | 横山道代                                 | 京田尚子                                     |
| オズの大魔法使い 占い師マーヴェル 御者 門番 | フランク・モーガン         | 塩見竜介       | 熊倉一雄                                 | 滝口順平                                     |
| ヘンリーおじさん                            | チャールズ・グレープウィン | 村松康雄       | 石森達幸                                 | 藤本譲                                       |
| エムおばさん                                | クララ・ブランディック     | 稲葉まつ子     | 竹口安芸子                               | 竹口安芸子                                   |
| トト                                        | テリー                     | 原語版流用     | 原語版流用                               | 原語版流用                                   |
| その他                                      |                            |                | 田口昂 大滝進矢 明石良 佐々木るん 島香裕 | 田口昂 中村雄一 増田ゆき 津村まこと 小野英昭 |

- TBS版：初回放送1974年3月4日『月曜ロードショー』
- NHK版：初回放送1987年12月20日 19:20-21:00 NHK総合とNHK-BS2にて同時放送。
  - 演出：岡本知、翻訳：志賀和泉、制作：グロービジョン
- ソフト版：1996年10月31日製作。DVDなどに収録。
  - 演出：蕨南勝之、翻訳：石原千麻、制作：ワーナー・ホーム・ビデオ／プロセンスタジオ

## 主要な楽曲

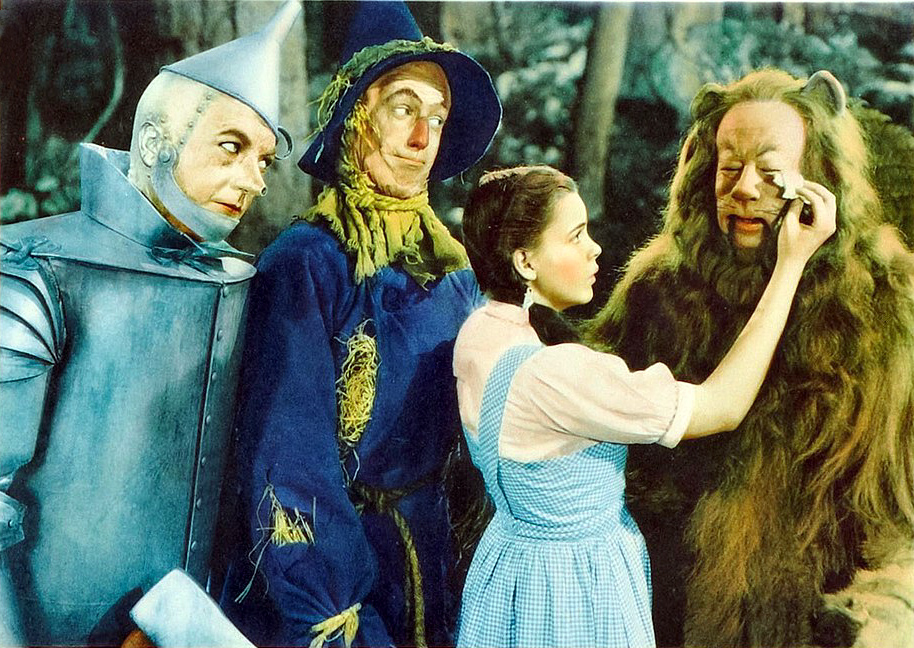
左からブリキ男、カカシ、ドロシー、ライオン

- 虹の彼方に（ドロシー） - Over The Rainbow
- みんな出てらっしゃい（グリンダ） - Come Out, Come Out...
- 鐘を鳴らせ!悪い魔女は死んだ（マンチキン人） - Ding-Dong! The Witch Is Dead
- 黄色いレンガの道をたどって - Follow The Yellow Brick Road
- オズの魔法使いに会いに行こう - You're Off To See The Wizard
- もしも知恵があったなら（案山子） - If I Only Had A Brain
- もしもハートがあったなら（ブリキ男） - If I Only Had A Heart
- もしも勇気があったなら（ライオン） - If I Only Had The Nerve
- これがオズの笑い方 - The Merry Old Land Of Oz
- もし私が森の王だったら - If I Were King of the Forest

## 制作

### キャスティング

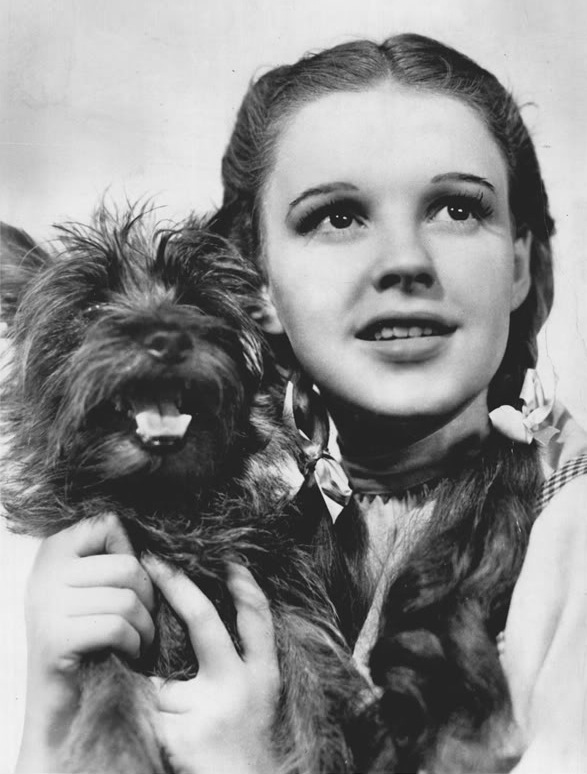
ドロシー・ゲール役のジュディ・ガーランド

この映画はもっとも「ハリウッド伝説」の多い映画のひとつとされる。
例えばドロシー役は、当初シャーリー・テンプル（20世紀フォックス）の予定だった。しかし、MGMがテンプルを拝借するにあたって自社の「プラチナブロンド」ジーン・ハーロウとクラーク・ゲーブルを貸し出すというトレードをしていたものの、ハーローが病気で急死。キャストのうわさを聞いたゲーブルがMGMの社長メイヤーと出演料の再交渉をしたこと、MGMに顔見世で出向いたテンプルが、当時スタンダップ・コメディアン上がりだった名残で髪の毛を剃っていたアーサー・フリード製作部長に出会ったときの”恐怖心”をFOXに帰って報告したことなどから破談となった。
そのため、急遽手持ちの俳優で最も若かったディアナ・ダービン（14歳）とジュディ・ガーランド（16歳）のいずれかに変更となったが、結局”公式には契約の内容で”ジュディが起用されることになった。
当時8歳のテンプルとはかなり年齢差があり「幼くみせるために胸をおさえる」「スカートを上げる」など、スタッフの”苦労の跡”が偲ばれる。恐らくフリードの決定であるといわれているが、映画に少女から成人女性に変わるという微妙な役割を持たせたかったのだろうといわれている。主題歌のOver the Rainbowもメロディがスロー・バラッドであり、歌詞も8歳の少女が歌うようなものではなかった。また、結局採用されなかったエピローグの案山子男との恋愛感情の脚本も、ドロシーという少女が大きく成長するファンタジーを持つ映画となったのである。
もともと制作側はディズニーの「白雪姫」に対抗する意識があり、脚本家も11人がファンタジー・シーンを競作した内容であったが、経営側、特にメイヤーはフランク・バウムの本の忠実な映画化を考えており、製作会議で最後まで8歳の子供が歌う歌ではないと反対した。最終的に曲を作ったハロルド・アーレンらが”もうマスター・レコードを4本も作っており、再製作には莫大な費用が掛かる”と嘘をついて結局そのままリリースされた。そのため、黒字にはなったものの、当初MGMで一番の、非常にコスト・パーフォーマンスの悪い映画となった。
当初、ブリキ男を演じることになっていたレイ・ボルジャーは自らの役柄に不満だったため、案山子役のバディ・イブセンと役を交替することになった。ところが撮影開始後、ブリキのメーキャップに使用されたアルミ粉が原因でバディは重篤なアレルギー症状を起こし降板。最終的にジャック・ヘイリーがブリキ男を演じることになった。すでに録音されていたサウンドトラックの関連箇所はジャックで録り直しが行われたが、ブリキ男登場後に歌われる2回の「オズの魔法使いに会いに行こう」だけはバディが歌ったものが使われている。

### 撮影方式
本作品はテクニカラーで、特殊プリズムで分解された3原色を3本のモノクロフィルムに別々に記録する方式で撮影された。

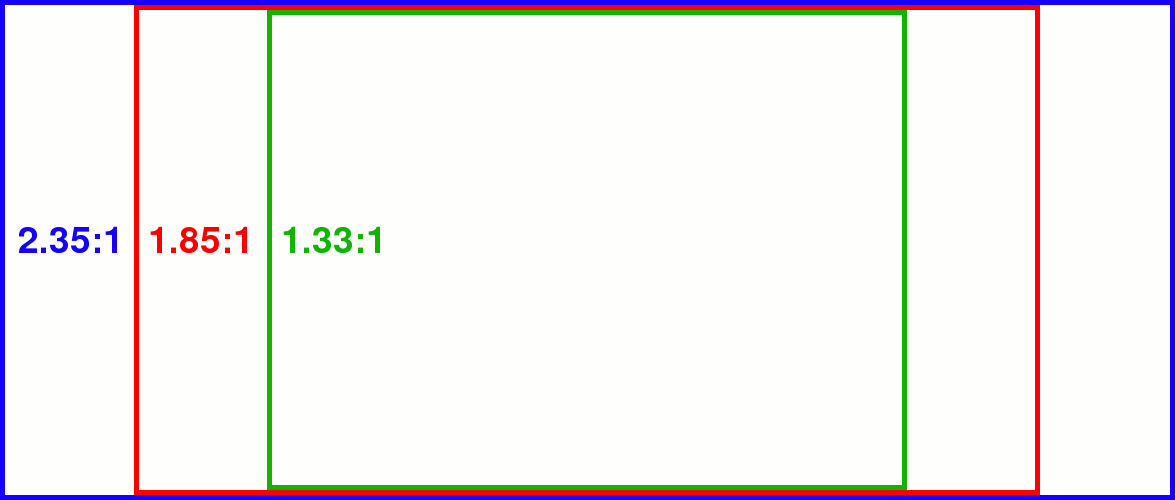
画面サイズの比較。緑色の四角形がスタンダード・サイズ。赤がビスタ・サイズ、青がスコープ・サイズである。

Blu-ray版の画面比率は地上波アナログTV横縦比4:3に近いスタンダード・サイズ（横縦比が1.37:1または1.33:1）となっている。これは横長であるビスタ・サイズやスコープ・サイズを地上波アナログTV放送に合わせて左右クロップ加工で横縦比4:3化したものではなく、劇場公開時のオリジナル横縦比である（ワイドスクリーンは1939年当時殆ど存在しなかった。35mmフィルムを最も効率的に使用出来る方式として一般化したスタンダード・サイズに対し、各ワイドスクリーン方式は映画業界のテレビに対する差別化・対抗策という目的が有り、本作公開後に開発された方式もある）。

## 評価

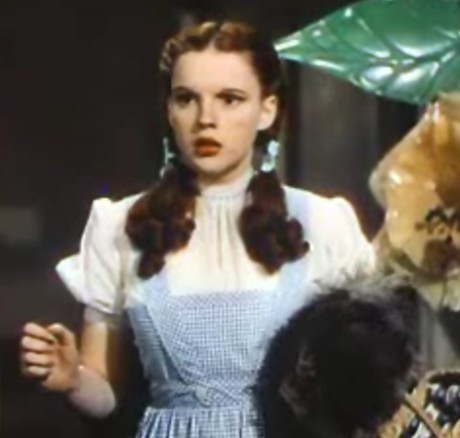
『オズの魔法使』で主演した
ジュディ・ガーランド

当初、この映画は莫大な制作費を費やしたことに関連して、商業的には成功していないと考えられていた（通常ならヒットと呼ばれ得る興収をあげたものの、費やされた制作費を上回るには至らなかった）。ただし、評論家たちの論評はおおむね好意的であり、1939年のアカデミー賞では作品賞を含む5部門にノミネートされ、作曲賞（ハーバート・ストサート）、歌曲賞（「虹の彼方に」）、特別賞（ジュディ・ガーランド）を受賞した。なお、監督のヴィクター・フレミングは同年の作品『風と共に去りぬ』で監督賞・作品賞を受賞している。
翌年に2本のテクニカラーによるファンタジー映画『青い鳥』（MGMのライバルである20世紀FOXが制作）と『バグダッドの盗賊』（アレクサンダー・コルダ製作のユナイト映画。本作品上映の41年後、経営不振・企業売却によりMGM傘下入り）がリリースされたのは、『オズの魔法使』の公開が衝撃を与えたからだとも報道された。他、ナチス政権時のドイツにおいても、本作品に感銘を覚えたヨーゼフ・ゲッベルス宣伝大臣（当時）がアメリカの象徴の一つともなった本作品に対抗出来る特撮ファンタジー大作として、ウーファー社に命じ『ほら男爵の冒険』が制作・公開されている。
ジュディ・ガーランドの薬物スキャンダルの最中の1954年にアメリカで行われたリバイバル上映は、歴史的な失敗に終わった。しかしテレビ放映は、特に1969年のガーランド死後の時期からは、暖かく受け入れられ、全時代を通じて最も愛される映画の一つになった。実際、テレビ・ビデオでの放映が大きく貢献して、史上最も多く鑑賞された映画になったと考えられている。
アメリカン・フィルム・インスティチュート（AFI）の選定する「歴代名画ベスト100」で第6位、同じく「歴代名ミュージカル映画ベスト100」で第3位、米・バラエティが選定する｢オールタイムベスト映画100｣では第2位にランクされ、ガーランドが歌った主題歌「虹の彼方に」はAFI「歴代名歌曲ベスト100」の第1位を獲得した。
この映画は米国人の文化意識に多くの忘れがたい引用句を提供している。「トト、ここはカンザスじゃないみたいよ（Toto, I've got a feeling we're not in Kansas anymore.）」 や、「お家が一番だわ（There's no place like home.）」などが特に知られる。

## 続編および再解釈
1950年12月25日、『ラックス・ラジオ・シアター』において1時間のラジオドラマが放送され、ガーランドがドロシー役を再演した。1964年、NBCのウィークエンド・スペシャルとして1時間のアニメ番組『リターン・トゥ・オズ (テレビ番組)』が放送された。1972年、映画の35周年記念として公式続編アニメ『ジャーニー・バック・トゥ・オズ』が制作され、ガーランドの娘ライザ・ミネリがドロシー役を演じた。
1975年、ブロードウェイで『ザ・ウィズ』が初演された。『オズの魔法使い』のアフリカ系アメリカ人版として舞台化された。ステファニー・ミルズほかブロードウェイ俳優が出演し、トニー賞において多くの賞を受賞した。俳優のジェフリー・ホールダーが演出を担当した。この作品はその後の作品に影響を与え、1978年、ダイアナ・ロスがドロシー役、マイケル・ジャクソンがカカシ役で『ウィズ』が制作されたが、興行的には成功しなかった。
1985年、ウォルト・ディズニー・プロダクションズはファンタジー映画『オズ』を制作し、フェアルザ・バルクがドロシー役を演じた。1904年の『オズの虹の国』と1907年の『オズのオズマ姫』をおおまかに基にし、オズシリーズに詳しくない映画評論家たちからは評判が良くなく、興行成績もふるわなかったが、ボームの世界観を忠実に表現していると認識されるようになりカルト映画として人気となった。
1995年、グレゴリー・マグワイアが小説『オズの魔女記』を発表し、ブロードウェイ・ミュージカル『ウィキッド』として舞台化され大成功を収めている。物語はドロシーがオズに来る前のできごとや東の悪い魔女の半生を描いている。
1995年、映画56周年を記念し、1987年版舞台『オズの魔法使い』のツアー公演が開幕し、2012年まで続いた。
2005年、マペット・スタジオはABCのテレビ映画『マペットのオズの魔法使い』を制作し、アシャンティがドロシー役、ジェフリー・タンバーが魔法使い役、デヴィッド・アラン・グリアがヘンリーおじさん役、クイーン・ラティファがエムおばさん役を演じた。カーミットがカカシ役、ゴンゾーがブリキ男、フォジーがライオン、ミス・ピギーが全ての魔女役となった。
2007年、Syfyは3部構成のSFミニシリーズ『アウター・ゾーン』をリリースし、ズーイー・デシャネルがDG役を演じた。
2011年、アンドルー・ロイド・ウェバーとティム・ライスはミュージカル『オズの魔法使い』を制作し、ウエスト・エンドにあるロンドン・パラディウムで開幕した。映画の全使用楽曲に加え、ウェバーとライスによる新曲が使用された。リアリティ番組『Over the Rainbow 』においてウェバーはダニエル・ホープをドロシー役に配役した。2012年12月、トロントにあるエド・マーヴィッシュ劇場にてカナダ公演が開幕した。カナダ版『Over the Rainbow 』でダニエル・ウェイドがドロシー役に配役された。2013年9月、カナダ公演キャストにより北米ツアー公演が開幕した。2017年11月、クイーンズランド・パフォーミング・アーツ・センターのリリック・シアターにてオーストラリア公演が開幕し、12月、シドニーにあるキャピトル・シアターにてシーズン上演された。
2011年、ワーナー・ホーム・ビデオによりトムとジェリーがドロシーの旅に同行するアニメ映画『トムとジェリー オズの魔法使』がリリースされた。2016年6月21日、続編DVD『トムとジェリー すくえ！魔法の国オズ』がリリースされた。
2013年、ウォルト・ディズニー・ピクチャーズは精神的続編『オズ はじまりの戦い』をリリースした。サム・ライミが監督し、ジェームズ・フランコ、ミラ・クニス、レイチェル・ワイズ、ミシェル・ウィリアムズが出演した。ディズニーにとって『オズ』に続きオズ・シリーズ2作目となった。興行的に成功したが、評価は賛否両論であった。
2014年、現存しない自主映画会社クラリアス・エンターテイメントは巨額の制作費を投じてドロシーが再度旅に出るアニメミュージカル映画『オズ めざせ!エメラルドの国へ』を制作した。興行的に失敗し、脚本および耳に残らない音楽などで評論家から広く批判された。